# 神宮寺正房
神宮寺 正房（じんぐうじ まさふさ）は、南北朝時代の武将。楠木正成の部下として湊川の戦いに参戦した。南朝総大将楠木正儀の外交特使として室町幕府との和平交渉に当たった可能性がある。後世には楠公八臣の一人とされる。

## 生涯
正成に付き従った河内神宮寺氏は、河内国大県郡神宮寺（現在の大阪府八尾市神宮寺）の武士団。楠木氏の一族（『和田文書』）。
延元元年/建武3年5月25日（1336年7月4日）、楠木正成ら楠木氏の麾下として湊川の戦いに参戦し、岸和田治氏や八木法達らと共に戦った（『和田文書』所収『岸和田弥五郎治氏軍忠状』延元二年三月日）。生死不明。
正平6年/観応2年（1351年）3月から5月にかけて、正成の三男楠木正儀が南朝の代表として室町幕府との和平交渉にあたったとき（楠木正儀#和平交渉（1351年初））、楠木氏の代官（特使）として「神宮寺将監」と「……入道」（……の部分は文字が二つ摩滅）という人物が派遣された（『観応二年日次記』5月15日条）。諱が不明な以上確実ではないが、この二人が神宮寺正房と八木法達（通称を八木入道）だった可能性はある。

## 伝説・創作

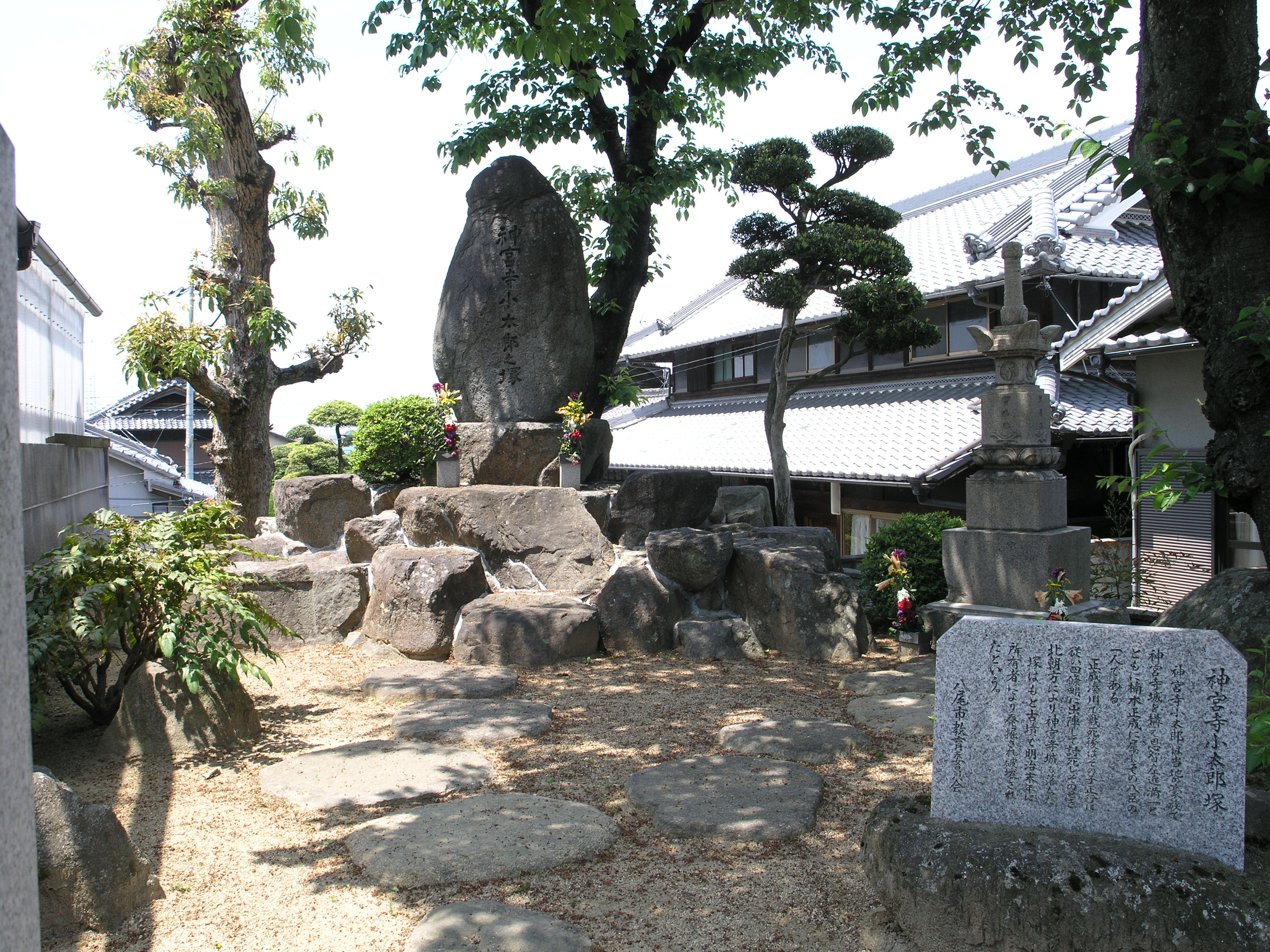
神宮寺小太郎塚（大阪府八尾市神宮寺5丁目）

『太平記』では、「神宮寺の太郎兵衛正師」（「正師」の訓みは「まさもろ」もしくは「まさかず」）の名で登場し、湊川の戦いで正成と共に自害した重臣の中に入っている（『太平記』流布本巻十六「正成兄弟討死の事」）。
江戸時代から明治時代初期にかけて作られたと思われる『楠公八臣』の図像にも、「神宮寺太郎左衛門正師」の名で数えられている。
大阪府八尾市神宮寺5丁目に「神宮寺小太郎塚」と称するものが存在し、もとは古墳であったが明治時代末期に土地の所有者に発掘された後、破壊されたと言われている（外部リンク参照）。

## 関連作品
テレビドラマ
- 大河ドラマ『太平記』（1991年 NHK）演：でんでん